# Jezioro Bądzkie
Jezioro Bądzkie (niem. Bansee See) – jezioro w województwie pomorskim, w powiecie sztumskim, w gminie Stary Dzierzgoń, leżące na terenie Równiny Iławskiej.

## Położenie i opis
Jezioro położone jest w południowo-wschodniej części powiatu sztumskiego, na terenie Równiny Iławskiej. Akwen otoczony jest w całości lasami. Od północy do jeziora przylegają zabudowania niewielkiej wsi Bądze. Zbiornik nie ma dopływu, a niewielki ciek bez nazwy będący jego odpływem kieruje się na południe do rzeki Liwy. Jest to dość duży, ale płytki akwen o charakterze polimiktycznym. Linia brzegowa jeziora jest urozmaicona, a jego  kształt wydłużony. Dno jeziora jest muliste, a strefa brzegowa gęsto porośnięta sitowiem i trzciną. Zlewnia jeziora jest niewielka i zupełnie pozbawiona zabudowy rekreacyjnej.

## Dane morfometryczne
Powierzchnia zwierciadła wody według różnych źródeł wynosi od 137,5 ha do 149,9 ha.
Zwierciadło wody położone jest na wysokości 94,4 m n.p.m. Średnia głębokość jeziora wynosi 2,9 m, natomiast głębokość maksymalna 6,7 m.
W oparciu o badania przeprowadzone w 2004 roku wody jeziora zaliczono do wód pozaklasowych.

## Hydronimia
Według urzędowego spisu opracowanego przez Komisję Nazw Miejscowości i Obiektów Fizjograficznych (KNMiOF) nazwa tego jeziora to Jezioro Bądzkie. W różnych publikacjach i na mapach topograficznych jezioro to występuje pod nazwą Bądze.
Wieś Bądze wymieniona w dokumentach z 1294 r., jako leżąca w "Puszczy Pruskiej" nad jeziorem Banse (jezioro Bądze). Nazwa jeziora wywodzi się z języka staropruskiego.